# 阿尔奈苏维托
阿尔奈苏维托（法語：Arnay-sous-Vitteaux，法語發音：[aʁnɛ su vito]，意为“维托下方的阿尔奈”）是法国科多尔省的一个市镇，属于蒙巴尔区。

## 地理
阿尔奈苏维托（47°26'46"N, 4°29'51"E）面积12.14 平方千米，位于法国勃艮第-弗朗什-孔泰大區科多尔省，该省份为法国中东部省份，北起奥布省，西接涅夫勒省和约讷省，南至索恩-卢瓦尔省，东南接汝拉省，东临上索恩省，东北部与上马恩省接壤。
与阿尔奈苏维托接壤的市镇（或旧市镇、城区）包括：布兰、波桑日、欧苏瓦地区圣科隆布、沃洛尼、维勒费里、当皮埃尔昂蒙塔涅、马西伊和德拉西、马里尼勒卡韦。

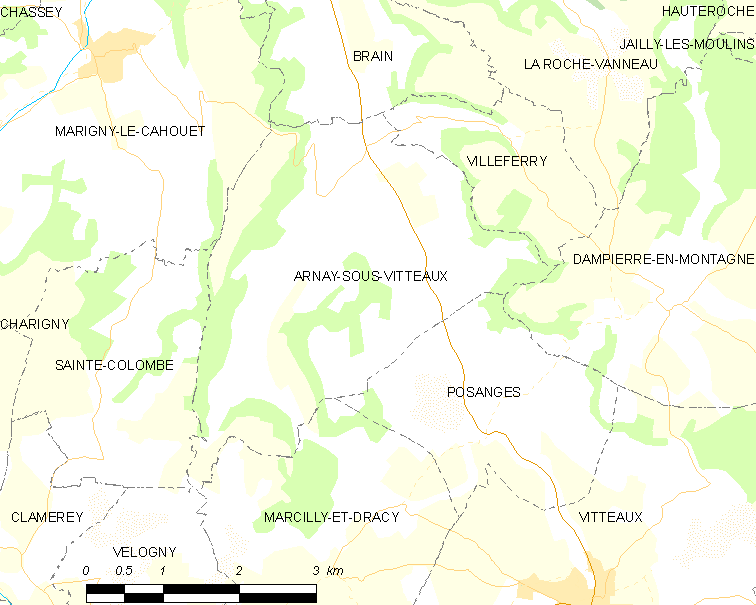
阿尔奈苏维托的OSM定位图

阿尔奈苏维托的时区为UTC+01:00、UTC+02:00（夏令时）。

## 行政
阿尔奈苏维托的邮政编码为21350，INSEE市镇编码为21024。

## 政治
阿尔奈苏维托所属的省级选区为欧苏瓦地区瑟米尔县。

## 人口

1962-2008年间阿尔奈苏维托人口变化图示

阿尔奈苏维托于2022年1月1日时的人口数量为112人。